# Paul Ince
Paul Emerson Carlyle Ince (Ilford, 21 d'octubre de 1967) és un antic futbolista anglès de la dècada de 1990.
Fou 53 cops internacional amb la selecció d'Anglaterra amb la qual participà en la Copa del Món de futbol de 1998. Majoritàriament defensà els colors de West Ham United FC, Manchester United FC, Internazionale, Liverpool FC, Middlesbrough FC i Wolverhampton Wanderers FC.
Un cop retirat fou entrenador.

## Referències

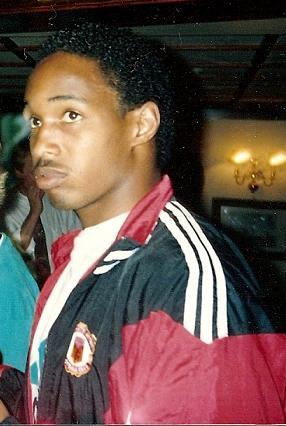
Ince el 1991.